# Penc
Penc község Pest vármegyében, a Váci járásban.

## Fekvése
A település Váctól mintegy 9 kilométerre keletre fekszik, a Cserhát hegység déli lábainál, közel a Naszályhoz.
A szomszédos települések: észak felől Keszeg, északkelet felől Nézsa, kelet felől Csővár, délkelet felől Püspökhatvan és Püspökszilágy, délnyugat felől Rád, nyugat felől pedig Kosd.

### Megközelítése
Közúton a legegyszerűbben a 2-es főútról és az M2-es autóútról érhető el, a 2106-os úton; ugyanez az út köti össze Csővárral és az attól keletebbre fekvő cserháti községekkel is. Keszeggel a 2107-es út kapcsolja össze.
A térség helyközi autóbuszjáratai közül a 312, 334, 335, 336, 337, 338 számú járatok érintik.

## Története
A vaskor (i. e. 6. század) idején Penc területén is megtelepedtek a szkíták, mint a Kárpát-medencében elsőként letelepedő lovas nomád népcsoport tagjai. Edényeiket már korongon készítették; a mai Penc területén, a Hosszúvölgyben egy kisebb vasolvasztójuk is volt. A fémfeldolgozó műhely maradványai közt a régészek találtak egy 6,5 cm hosszú fújtatócsövet is. A Felsőpenci utca helyén és a Bok-hegy oldalában telepük, valahol a közelben pedig temetőjük volt. Pencről származik az egyik legkiemelkedőbb leletük, egy szkíta kard, amit Patay Pál régész talált meg az 1958-ban végzett ásatása során (a penci falumúzeumban ennek másolata látható).
A település nevét az ismert okleveles források 1326-ban említették először Pynch néven. Abban az évben Károly Róbert király, mint egy örökös nélkül elhalt ember birtokát, Fonyi Balázs füleki várnagynak és öccsének, Zunknak adta a falut. Három évvel később, 1329-ben egyházának papját említették a gömöri alesperes ítélőlevelében.
A 16. században két települést említenek az oklevelek erről a területről: Nagy-Pencet és Kis-Pencet. A török időkben mindkét Penc nevű falu elpusztult és csak az 1700-as években települt újra. 1828-ban a település 128 lakóházában 1079 fő lakott. Közülük 496 római katolikusnak, 422 protestánsnak, 161 pedig izraelitának vallotta magát. 
Petőfi Sándor többször is ellátogatott Pencre, anyai nagynénjéhez, Hruz Évához, aki itt szolgált a faluban, Kosztolányi Imre ügyvédnél, de idevaló diáktársai is voltak. 1835 karácsonyát és 1838 szüretét is itt töltötte.

## Közélete

### Polgármesterei
- 1990–1994: Petrik Lajos (független)[5]
- 1994–1998: Petrik Lajos (független)[6]
- 1998–2002: Petrik Lajos (független)[7]
- 2002–2006: Králik József (független)[8]
- 2006–2010: Králik József (független)[9]
- 2010–2014: Králik József (független)[10]
- 2014–2019: Králik József (független)[11]
- 2019–2022: Králik József (független)[12]
- 2022–2024: Kádár Ferenc (független)[13]
- 2024– : Kádár Ferenc (független)[1]

A településen 2022. szeptember 4-én időközi polgármester-választást kellett tartani, mert a korábbi polgármester 2022. május 13-án elhunyt. Az időközi választáson összesen nyolc jelölt indult a posztért, mindannyian független jelöltként.

## Népesség
A település népességének változása:
| Lakosok száma | 1502 | 1507 | 1522 | 1570 | 1531 | 1544 | 1554 |
|               | 2013 | 2014 | 2018 | 2021 | 2022 | 2023 | 2024 |

A 2011-es népszámlálás során a lakosok 87,5%-a magyarnak, 0,2% lengyelnek, 0,4% németnek, 0,7% szlováknak mondta magát (12,5% nem nyilatkozott; a kettős identitások miatt a végösszeg nagyobb lehet 100%-nál). A vallási megoszlás a következő volt: római katolikus 44,3%, református 2%, evangélikus 16,8%, görögkatolikus 0,5%, felekezeten kívüli 6,1% (25,9% nem nyilatkozott).
2022-ben a lakosság 93,3%-a vallotta magát magyarnak, 0,6% szlováknak, 0,2% németnek, 0,1-0,1% horvátnak, cigánynak, románnak és lengyelnek, 3,7% egyéb, nem hazai nemzetiségűnek (6,6% nem nyilatkozott; a kettős identitások miatt a végösszeg nagyobb lehet 100%-nál). Vallásuk szerint 37,4% volt római katolikus, 15,8% evangélikus, 3,5% református, 0,6% görög katolikus, 0,1% ortodox, 3,9% egyéb keresztény, 1,2% egyéb katolikus, 8,7% felekezeten kívüli (28,7% nem válaszolt).

## Látnivalók
- Katolikus templom, amely 1769-ben épült, de román kori részei is vannak (a feltárás jelenleg is folyik).
- Evangélikus templom
- Kozmikus Geodéziai Obszervatórium amely a falu határában található.
- Jakus Lajos Cserhátalja Falumúzeum
- Kozáky- vagy Evva-kúria ma általános iskolaként üzemel.
- Osztrolenszky-pince, boltozata a középkort idézi: a 15-16. században épült.
- Kálmánházy-kúria "L" alakú, földszintes, klasszicista épületét 1810 körül emelték. Ma is lakott. Udvarán toszkán oszlopos tornác látható.

## Híres penciek
- Jakus Lajos tanár, helytörténész, iskola- és múzeumigazgató
- Evva Lajos színigazgató, fordító
- Schönfeld Rózsi orvos, állami díjas (1973)
- Sándorfalvi Sándor festő[17]

## További képek

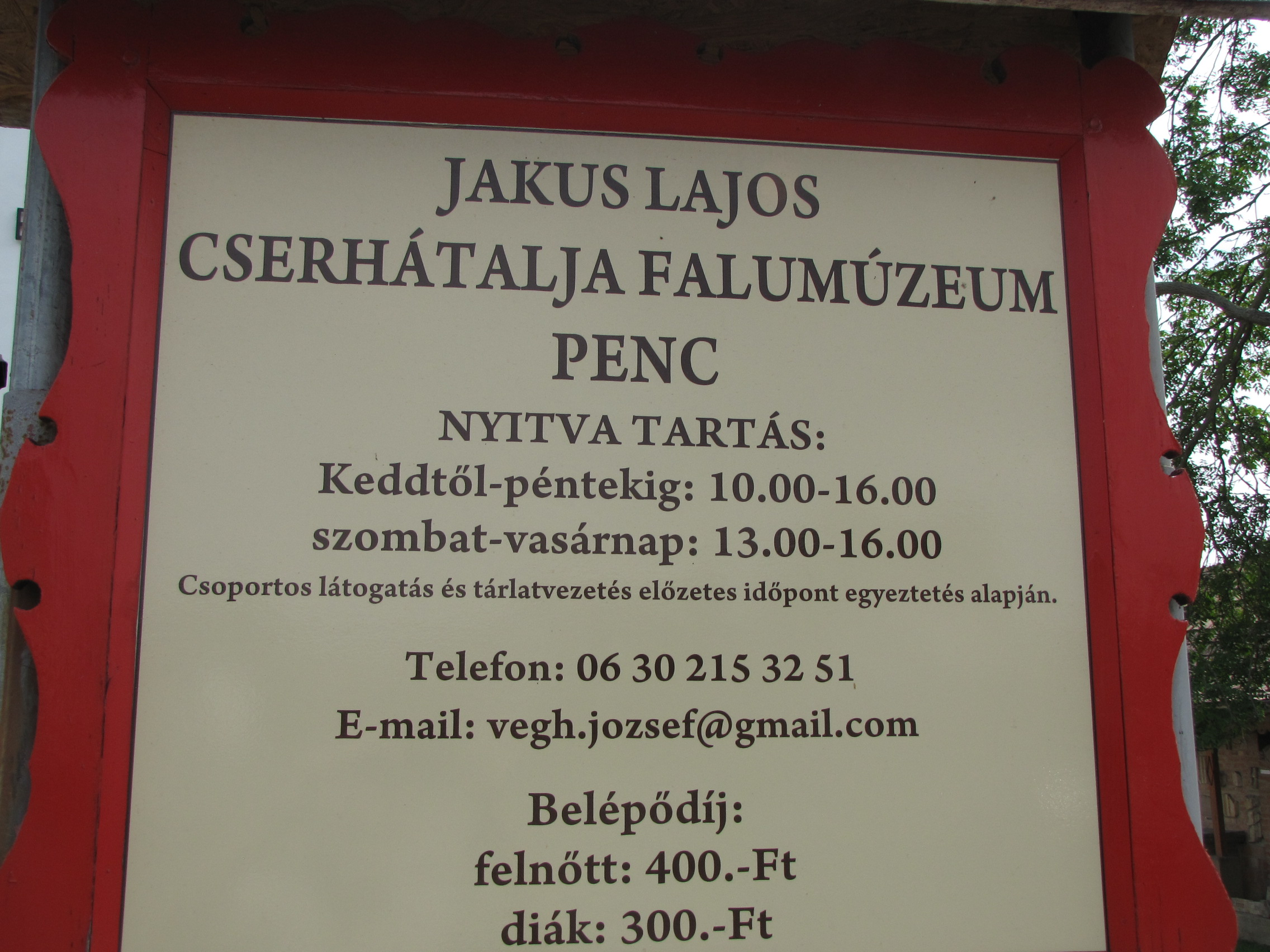
Jakus Lajos Cserhátalja Falumúzeum, Információs tábla (2014)
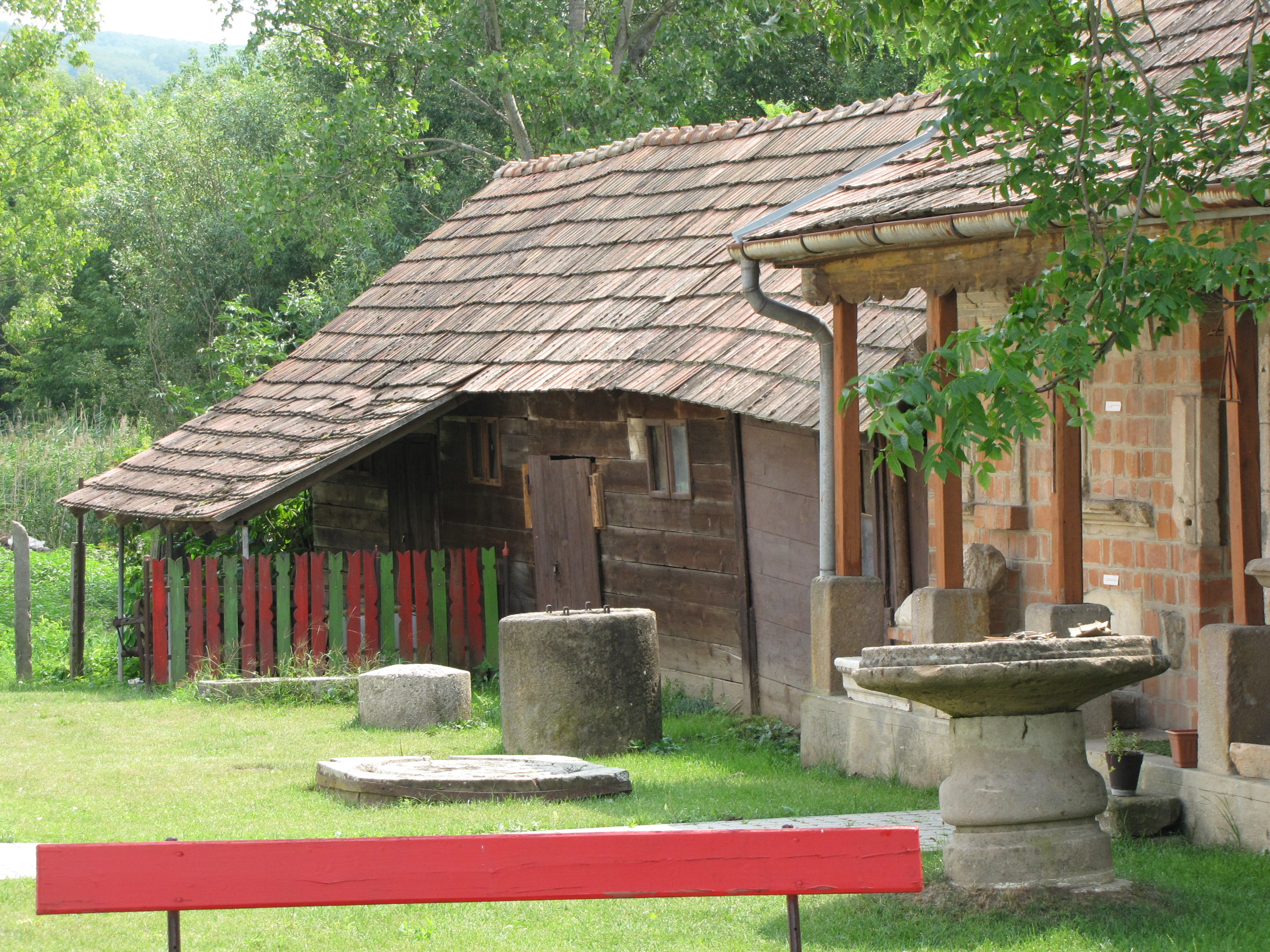
Jakus Lajos Cserhátalja Falumúzeum
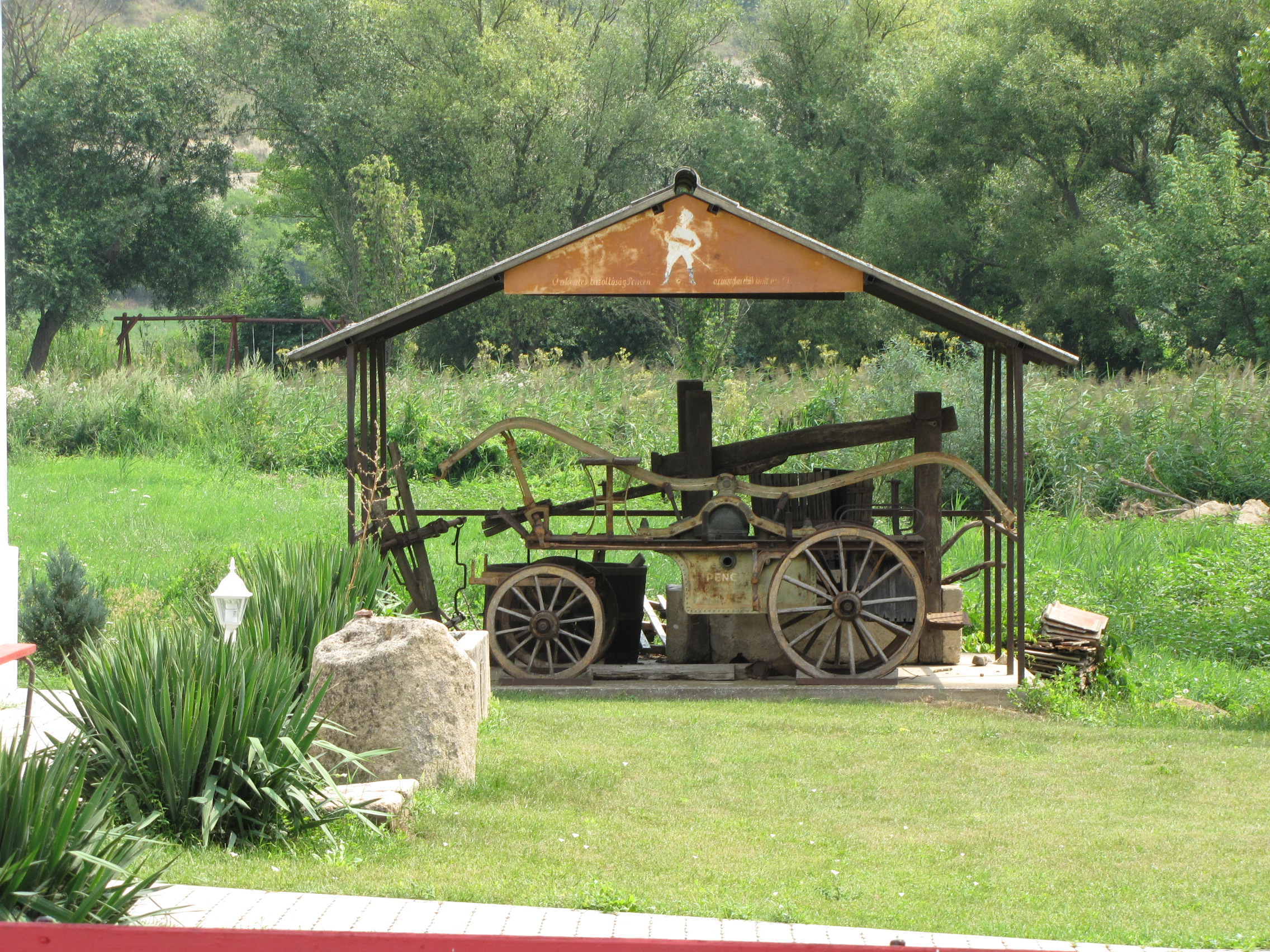
Jakus Lajos Cserhátalja Falumúzeum